# Chemtou
Chemtou ou Chimtou (em árabe: شمتو) é um sítio arqueológico no noroeste da Tunísia onde se encontram as ruínas da antiga cidade de Simitthu (ou Simithu ou Simitthus), parte da província romana da África Proconsular.
A povação foi fundada no século IV a.C. pelos Númidas, foi depois romanizada, tendo-se extinguido no século IX ou X. Situada a cerca de 20 km a oeste da cidade de Jendouba, perto da fronteira com a Argélia, encontra-se no cruzamento de duas rotas importantes: a que ligava Cartago a Hipona (atual Annaba) e que ligava Thabraca (atual Tabarka) a Sicca Veneria (atual El Kef). A cidade é conhecida principalmente pelas suas pedreiras, de onde era extraído mármore amarelo (marmor numidicum ou giallo antico), um dos mais preciosos do Império Romano.
As ruínas representam um período de ocupação de 1 500 anos e ocupam mais de 80 hectares que não estão completamente escavados. A primeira escavação foi levada a cabo no final do século XIX. No final dos anos 1960 uma equipa tunisino-alemã realizou várias escavações, que puseram à vista alguns elementos da cidade e uma via que ligava a Thabraca e permitia encaminhar o mármore para o Mediterrâneo. Os vestígios encontrados são típicos das cidades romanas: templos, termas, aqueduto, anfiteatro, além de alojamentos para os operários das pedreiras, cujo número era superior a mil.
Em 2012, o governo da Tunísia propôs a inclusão de dois elementos do sítio para uma futura inclusão na lista do Património Mundial da UNESCO: a necrópole númida, como parte dos mausoléus reais da Numídia, da Mauritânia e monumentos funerários pré-islâmicos, bem como as antigas pedreiras de mármore númida.
Simitthu é uma sé titular da Igreja Católica.

## Localização e geologia
Chemtou situa-se no extremo noroeste da Tunísia, a cerca de 23 km a oeste da capital da província, Jendouba, no curso médio do rio Medjerda, o curso de água mais importante do país. O vale superior do Medjerda, que ainda hoje é a região agrícola mais importante da Tunísia, é limitado a oeste e a norte por altas montanhas que na sua parte sul apresentam tergos pouco elevados.
O Djebel Chemtou (monte Chemtou), um tergo com dois quilómetros de extensão, situa-se a menos de 15 km da vertente ocidental do vale, longe do limite das montanhas, situado a noroeste da cidade. Trata-se de um maciço calcário acidentado, cuja superfície se torna vermelha devido à presença de óxido de ferro. A sua extremidade sudoeste é formada por altas falésias que dominam o Medjerda. O esporão do tergo rochoso forma um planalto protegido das inundações, que se eleva 85 metros acima do nível do rio ao longo de 400 metros e constitui um ponto de referência no vale.

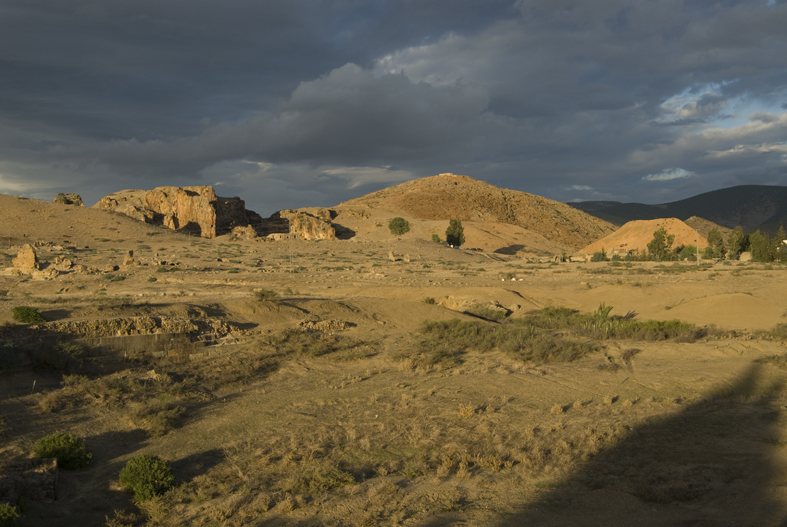
O monte do Templo (Tempelberg), o cume oriental do Djebel Chemtou

O Djebel Chemtou é constituído, ao longo de mais de um quilómetro, por calcário conhecido desde a Antiguidade como "mármore amarelo antigo" (giallo antico). Esta pedra foi descoberta e explorada antes do período romano, desde o reinado de Micipsa (r. 148–118 a.C.). O mármore foi utilizado em Roma desde a segunda metade do século I a.C. para a coluna erigida em honra do defunto Júlio César pela plebe.
Muitas das zonas de fratura do tergo rochoso formam, na sua totalidade, as maiores pedreiras  de mármore antigo do Norte de África, apesar de se estenderem por menos de 400 metros quadrados, bastante menos que outras pedreiras imperiais romanas. O mármore está disponível em todas as variantes de amarelo, rosa e vermelho e carateriza-se pelos seus veios, pelas suas camadas estratificadas e a sua estrutura de brechas em movimento. No que toca à gama de cores, não tem comparação com outras pedras antigas. Um édito do imperador Diocleciano do final do século III d.C. refere o giallo antico em terceiro lugar entre 18 variedades de mármore, com um preço de 200 denários por pé cúbico (25,46 decímetros cúbicos). Os dois tipos de mármore que o ultrapassavam era o pórfiro vermeho do Egito e o pórfiro verde grego.
O Djebel Chemtou está dividido em três partes: o cume oriental é chamado "monte do Templo" (em alemão: Tempelberg), o do centro "montanha amarela" (Gelber Berg) e o cume ocidental "montanha da cidade" (Stadtberg). Foi no primeiro que foi descoberto pela primeira vez mármore e materiais de construção do século II a.C., mas a maior parte da atividade de extração até ao século IV d.C. teve lugar na "montanha amarela". A colónia númida-púnica, cuja dimensão ainda é desconhecida, situou-se na "montanha da cidade". Mais tarde, a colónia romana Colonia Iulia Augusta Numidica Simitthensium estendeu-se em redor do esporão ocidental da montanha.

## História

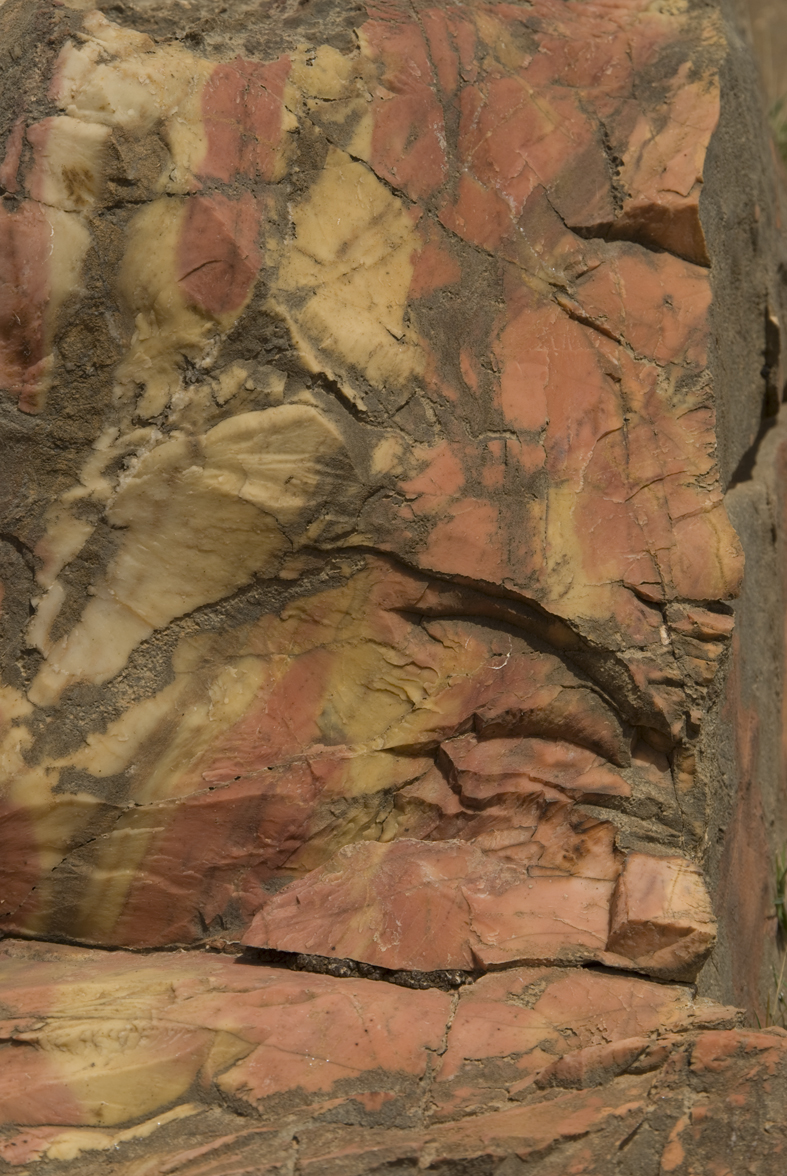
O chamado "mármore amarelo antigo" ou giallo antico, a que Simittu deveu a sua prosperidade

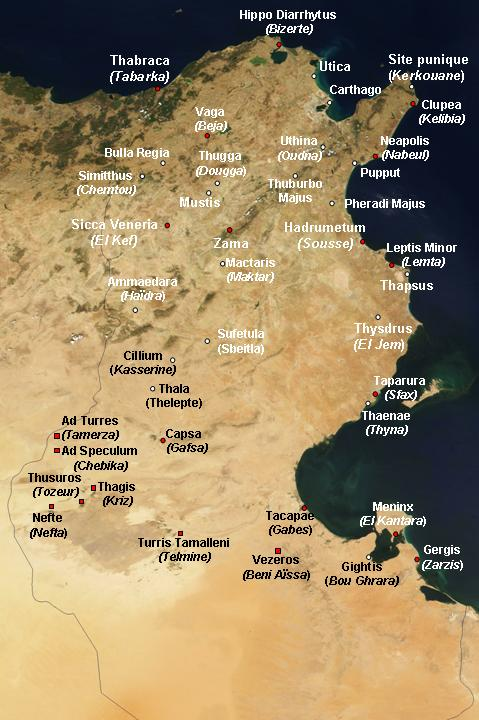
Mapa com as cidades romanas do que é hoje a Tunísia

Chemtou é conhecida principalmente pela extração de mármore, que era um monopólio imperial na época romana. A região foi habitada em permanência desde a Pré-história e deve a sua riqueza à grande fertilidade agrícola do vale do Medjerda. No período romano, assiste a uma intensa exploração de recursos na região: mármore negro e calcário são extraídos em Aim Alcácer (Ain el Ksair), calcário verde nas vizinhanças do sítio bizantino de Borje Helal e arenito amarelo em Tubúrnica

### Colónia númida-púnica
Após a conquista do vale do Medjerda pelos Númidas foi estabelecida uma colónia, a qual se supõe que existia já no século V a.C. Pouco a pouco, a pequena cidade desenvolve-se graças à sua posição num local de travessia do Medjerda e no cruzamento de duas rotas importantes, que ligavam Cartago a Hipona passando por Bula Régia e Tabraca a Sica Venéria. O rei númida Micipsa (r. 148–118 a.C.) erigiu um santuário para o seu pai defunto Massinissa graças às pedreiras de mármore que ali eram exploradas no século II a.C. Com efeito, desde a sua fundação que a colónia teve contactos comerciais importantes com a bacia do Mediterrâneo que possibilitam a exportação sistemática do giallo antico. Sofre também influências da cultura púnica, o que é atestado, por exemplo pelas construções e pela utilização do sistema de unidades cartaginês.[carece de fontes?]
A colónia é descoberta, com as suas estradas, canais e zonas residenciais, nos anos 1980 na vizinhança do fórum romano. Ela inclui uma necrópole pré-romana, preservada sob o fórum, usada entre os séculos IV e I a.C., com túmulos monumentais que foram parcialmente reconstruídos.

### Cidade romana
A conquista romana teve lugar em 46 a.C. No início do período imperial, a cidade era um município, antes de se tornar uma colónia em 27 a.C. sob o nome de Colônia Júlia Augusta Numídica Simitênsio (Colonia Iulia Augusta Numidica Simitthensium). No século I a.C., durante o reinado de Augusto, foi iniciada a escavação da rocha em grande escala; a exploração foi entregue a veteranos, que dirigiam condenados a trabalhos forçados. O mármore amarelo antigo passa então a ser visto pela alta sociedade romana como um material de luxo muito apreciado (mais tarde teve uma reputação excelente entre os italianos sob a designação de giallo antico). É usado em Roma em faustosas construções imperiais; também teria sido usado na construção de edifícios locais de prestígio — sobretudo templos e villae — bem como em diferentes províncias romanas e bizantinas. O mármore está presente nas colunas das palestras das  termas de Antonino Pio em Cartago.
A cidade desenvolveu-se em paralelo com o crescimento das pedreiras. Prosperou durante o Alto Império e atingiu o seu apogeu durante a dinastia dos Severos (193  195). Durante este período, transformou-se e monumentalizou-se, à semelhança do que aconteceu com outras cidades da África Romana. Em 411 a cidade era conhecida como sé de uma diocese. Seguiu-se a ocupação dos vândalos e depois dos bizantinos. A extinção da vida urbana ocorreu o mais tardar durante o século VII, um fenómeno que é também visível em outras cidades da região. Os povoamentos em larga escala mais recentes são árabes e remontam ao início do reino dos Aglábidas e dos Fatímidas, nos séculos IX e X.[carece de fontes?]

### Sé titular
Simitthu (em italiano: Simittu é um sé titular da Igreja Católica Romana, um título formal sem jurisdição territorial efetiva. Esta diocese fictícia recorda a diocese da antiga cidade, desaparecida depois da conquista árabe no século VII e que pertencia à província eclesiástica de Cartago.[carece de fontes?]
| Nº | Nome                      | Função                                                                             | Início                | Fim                     |
| -- | ------------------------- | ---------------------------------------------------------------------------------- | --------------------- | ----------------------- |
| 1  | Joseph Arthur Papineau    | Bispo emérito de Joliette (Canadá)                                                 | 3 de janeiro de 1968  | 15 de fevereiro de 1970 |
| 2  | Joseph Maximilian Mueller | Bispo emérito de Sioux City (Estados Unidos)                                       | 20 de outubro de 1970 | 13 de janeiro de 1971   |
| 3  | Antonio Sahagún López     | Bispo auxiliar de Guadalajara (México)                                             | 31 de outubro de 1973 | 31 de outubro de 2005   |
| 4  | Meron Mazur               | Bispo auxiliar da Eparquia de São João Batista em Curitiba dos Ucranianos (Brasil) | 21 de outubro de 2005 | —                       |

## Elementos do sítio arqueológico

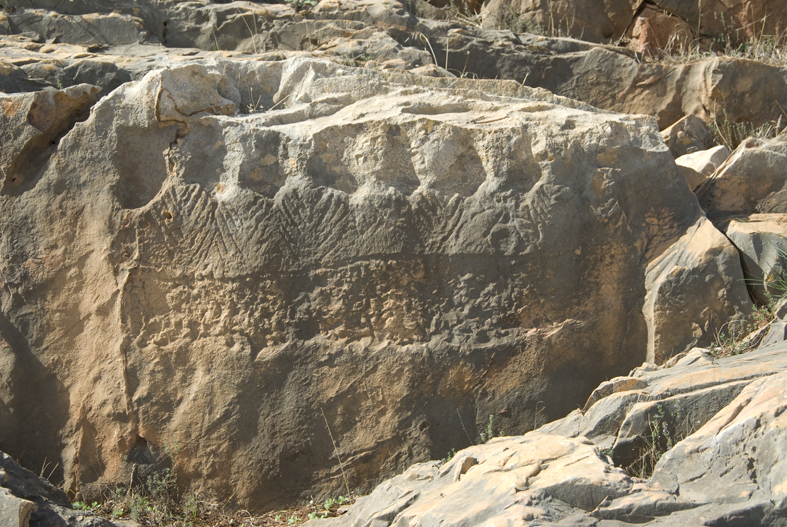
Relevos no santuário romano dos dos Dii Mauri

As provas da longa história de Chemtou encontram-se conservadas em parte  no tergo e nas suas vertentes sul, oeste e norte. A cidade conserva todos os edifícios típicos das cidades romanas: um anfiteatro, um teatro, um fórum com uma basílica e uma fonte, um macelo (mercado coberto), um ninfeu, pelo menos três complexos de termas, alguns arcos de triunfo e pelo menos cinco igrejas paleocristãs. Há ainda um edifício na parte noroeste da cidade que se pensa ter sido dedicado ao culto imperial ou, mais provavelmente, o que usualmente se chama "templo itálico".
Além disso, no Djebel Bou Rfifa, uma colina vizinha, encontram-se outros santuários romanos, o dos Dii Mauri na encosta oriental e o de Caelestis na encosta ocidental. O sítio tem monumentos que são específicos ou raros, o que constitui um testemunho do seu caráter excecional, não apenas no espaço da Tunísia atual mas também em todo o Norte de África.

### Santuário númida

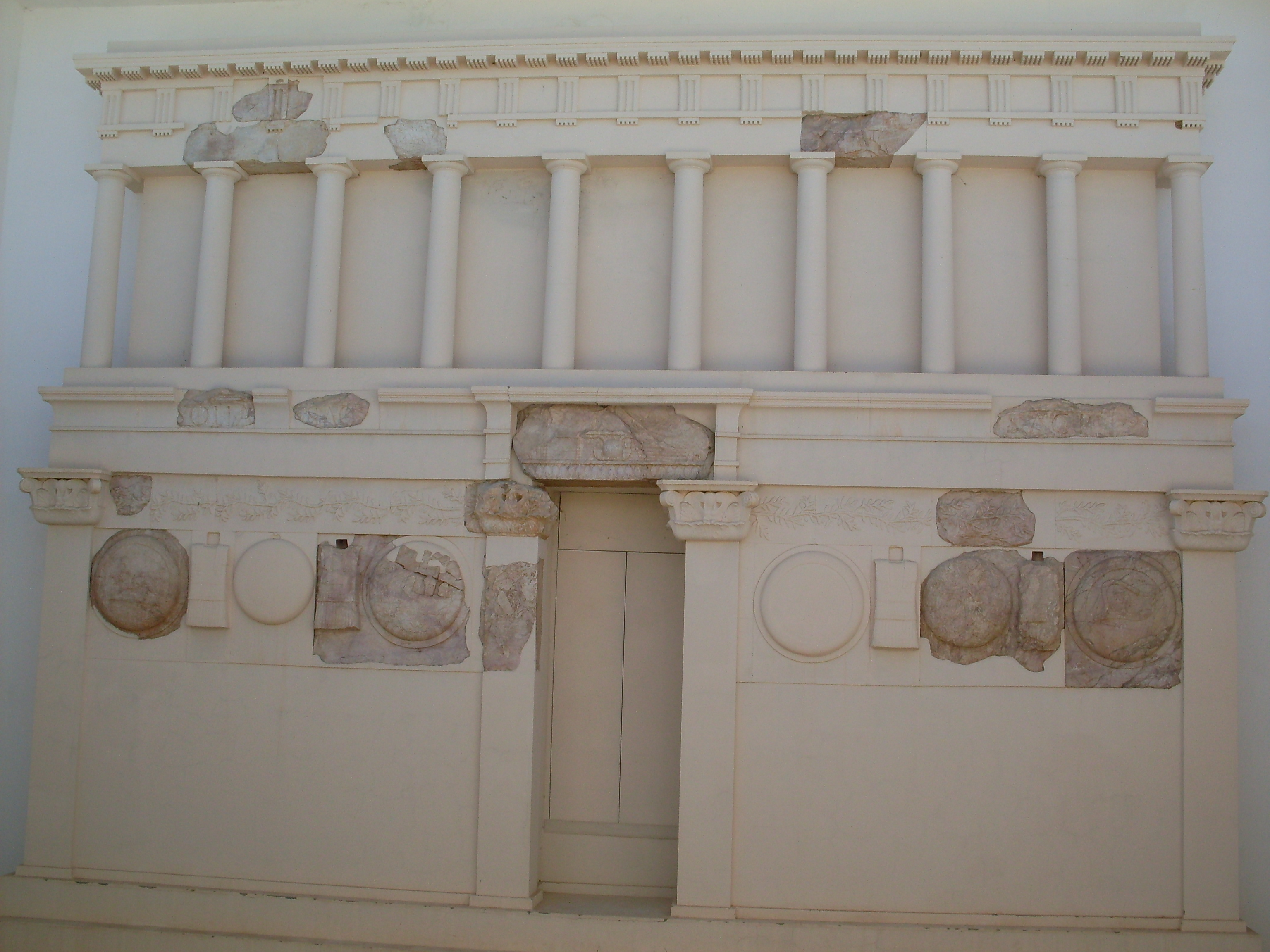
Reconstituição da fachada do santuário númida, em exposição no Museu de Chemtou

No cimo do monte do Templo encontra-se um santuário númida, atribuído ao rei Micipsa. O pai deste, Massinissa, um aliado de Roma a partir da Segunda Guerra Púnica, apossou-se do vale superior do Medjerda em 152 a.C. Depois da sua morte, o seu filho e sucessor dedicou-lhe cerca de 139 a.C. um altar com dez metros de altura no cume da montanha. A utilização do mármore como material de construção marca a descoberta do mármore amarelo antigo. O santuário é um retângulo com aproximadamente doze metros de comprimento por cinco metros e meio de largura. Foi modelado a partir de uma rocha aplanada onde as depressões e outras irregularidades foram preenchidos com empedrado plano de blocos paralelepipédicos. A construção é composta por blocos maciços de mármore, ligados por buchas e não tem interior. Só alguns blocos das fundações se conservam in situ.
O monumento é constituído por uma base elevada orientada a leste, em direção ao sol nascente. Num dos lados existe uma porta falsa que conduz a um pedestal com três níveis. Sobre a base ergue-se um segundo andar com a forma de um pavilhão de colunas dóricas. A construção foi ornamentada com ricas decorações, nomeadamente por um troféu em relevo. Os fragmentos da decoração estão entre os exemplos mais preciosos da arquitetura real númida, dos raros que chegaram até nós, e apresentam influências egípcias, mais precisamente alexandrinas. Essas influências parecem ser seletivas, o que segundo Hédi Slim demonstraria uma «certa autonomia do helenismo númida».
Alguns vestígios podem ser vistos na reconstituição do santuário no Museu de Chemtou. Na época romana, o santuário continuou a funcionar como um templo dedicado ao deus Saturno. No final do século II d.C. foi levada a cabo uma ampliação, que envolveu diversos trabalhos de renovação, uma iniciativa do liberto e promagistrado Amyrus. Foram então adicionadas duas alas, uma rampa de acesso e uma escadaria talhada no rochedo. Há mais dois santuários construídos na colina: na vertente ocidental, encontra-se um templo de Juno Caelestis, ampliado na segunda metade do século II, durante a dinastia flaviana; na vertente oriental há um santuário dos Dii Mauri construído durante a dinastia dos Severos (193  195).
No século IV d.C. o local foi ocupado por uma pequena igreja com três naves, em cuja construção foram usados elementos arquitetónicos do santuário destruído.

### Relevo

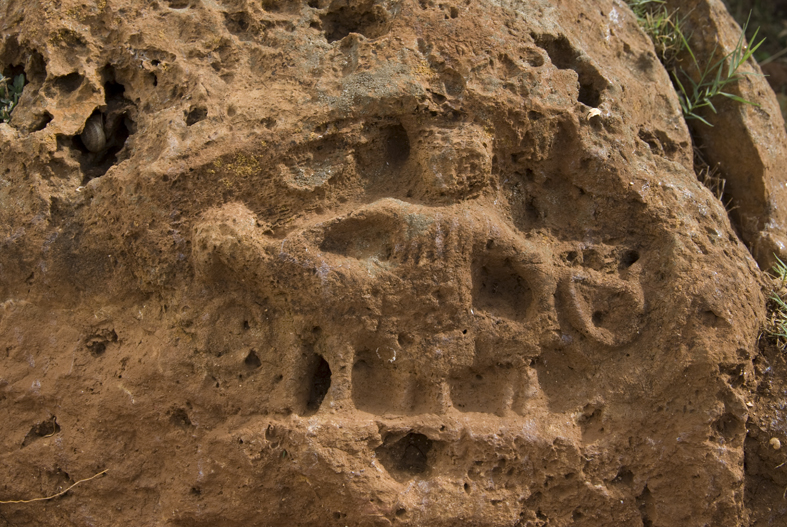
Um dos relevos no templo de Saturno

No final dos anos 1960 foi descoberta no monte do Templo, a sul do santuário númida, a maior série conhecida de relevos romanos do Norte de África, composta por cerca de 200 peças. Em 1992, o número total de relevos era estimado em aproximadamente 300. Esculpidos nas partes sudoeste, oeste e norte do monte, estão muito degradados e só são visíveis com luz incidente oblíqua. Os motivos dos relevos são essencialmente sempre os mesmos: um consagrante, um altar e um sacrifício que, quando é visível, é de um carneiro. O consagrante é geralmente representado a montando o animal sacrificado. Apesar de não ter sido encontrada qualquer inscrição estão ligados à tipologia do deus Saturno. Os relevos dedicados a este deus formam um dos mais importantes grupos monumentos do Norte de África, o que demonstra a veneração popular desse deus.
Os relevos estão dispostos em grupos e encontram-se, na medida do possível, sobre bancos de rochas naturais. É frequente terem um nicho na frente onde era possível colocar os ex-votos. Num dos casos foram encontrados fragmentos de vários potes e de uma lâmpada a óleo. O relevos mais antigos datam do século I d.C.

### Ponte sobre o Medjerda

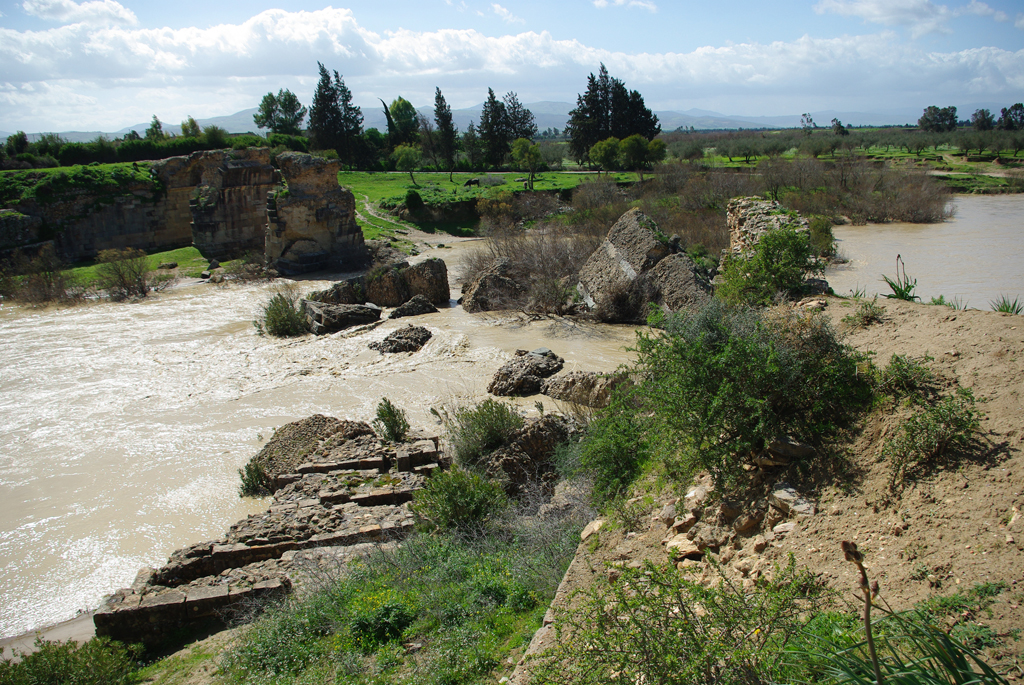
Ruínas da ponte sobre o Medjerda

A ponte romana sobre o rio Medjerda é a maior construção do seu género no Norte de África e tem uma importância excecional do ponto de vista da história da arquitetura e das técnicas de engenharia civil. Ela permitia à estrada romana que ligava Thuburnica a Sicca Veneria atravessar o rio em direção a Chemtou. Nos aluviões de um rio muito sinuoso, as dificuldades de construção decorrentes da natureza dos solos e das inundações anuais tornaram a sua construção um empreendimento arriscado.[carece de fontes?]
No século I d.C., durante o reinado de Tibério houve uma primeira tentativa de construção, mas a obra, chamada pons uetus ("ponte velha"), não sobreviveu ao século e não deixou qualquer vestígio. Em 112, Trajano oferece à cidade uma nova ponte, como atesta uma inscrição dedicatória exposta no Museu de Chemtou. A ponte, denominada pons nouus ("ponte nova") foi construída pelo exército. Os vestígios visíveis são os de uma construção do final do século III. A construção da ponte envolveu certamente o desvio temporário do curso do rio. Um tabuleiro fabricado com caixotões de madeira, com 30 metros de largura e 1,5 m de espessura, enchida com argamassa à base de cal (opus caementicium) e fechada em cima com blocos de pedra, foi construída no leito do rio. A ponte estava sujeita ao caudal muito variável do rio e foi reforçada várias vezes, o que não conseguiu impedir o enfraquecimento do tabuleiro, que acabou por provocar o colapso da ponte no século IV.
A ponte tinha três arcos, dos quais só um era usado para a passagem da água, a fim de funcionar simultaneamente como barragem. Só o pilar oriental se encontra ainda na sua posição original. Na construção foram usados blocos de calcário esverdeado de Bordj Helal, mármore cinzento, calcário de Aïn El Ksir e rochas amarelas de origem desconhecida.[carece de fontes?]

### Moinho de turbinas

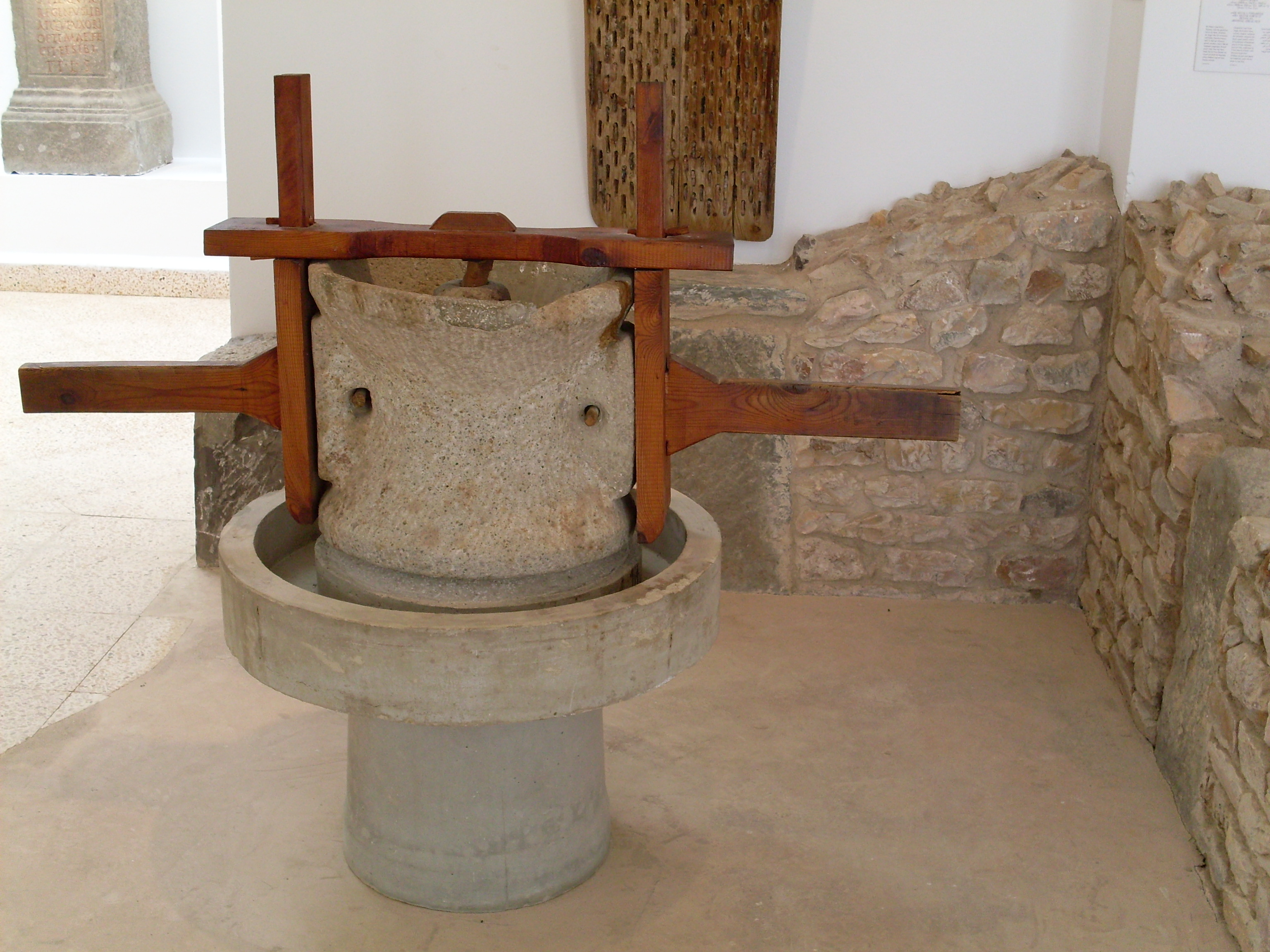
Mó em exposição no Museu de Chemtou

Cerca de um século depois da inauguração da ponte, foi construído um moinho de água alimentado por turbinas, situado na margem esquerda a jusante da ponte. A par de um moinho encontrado em Testour, é uma das únicas obras do seu género conhecida no Norte de África.
É uma construção retangular realizada em pedras de cantaria. As turbinas em madeira têm rodas de água montadas horizontalmente diretamente ligadas a três mós no eixo da turbina. Devido ao facto do nível do rio e, consequentemente, do caudal, ser muito fraco no verão para movimentar as rodas do moinho, a água era previamente canalizada por uma levada; em seguida passava pelas engrenagens do moinho e acelerada de forma a que este funcionasse todo o ano. No Museu de Chemtou há um modelo que mostra o funcionamento do dispositivo. Como a ponte, o moinho foi destruído na primeira metade do século IV e a levada foi fechada.

### Pedreiras e campo de trabalho

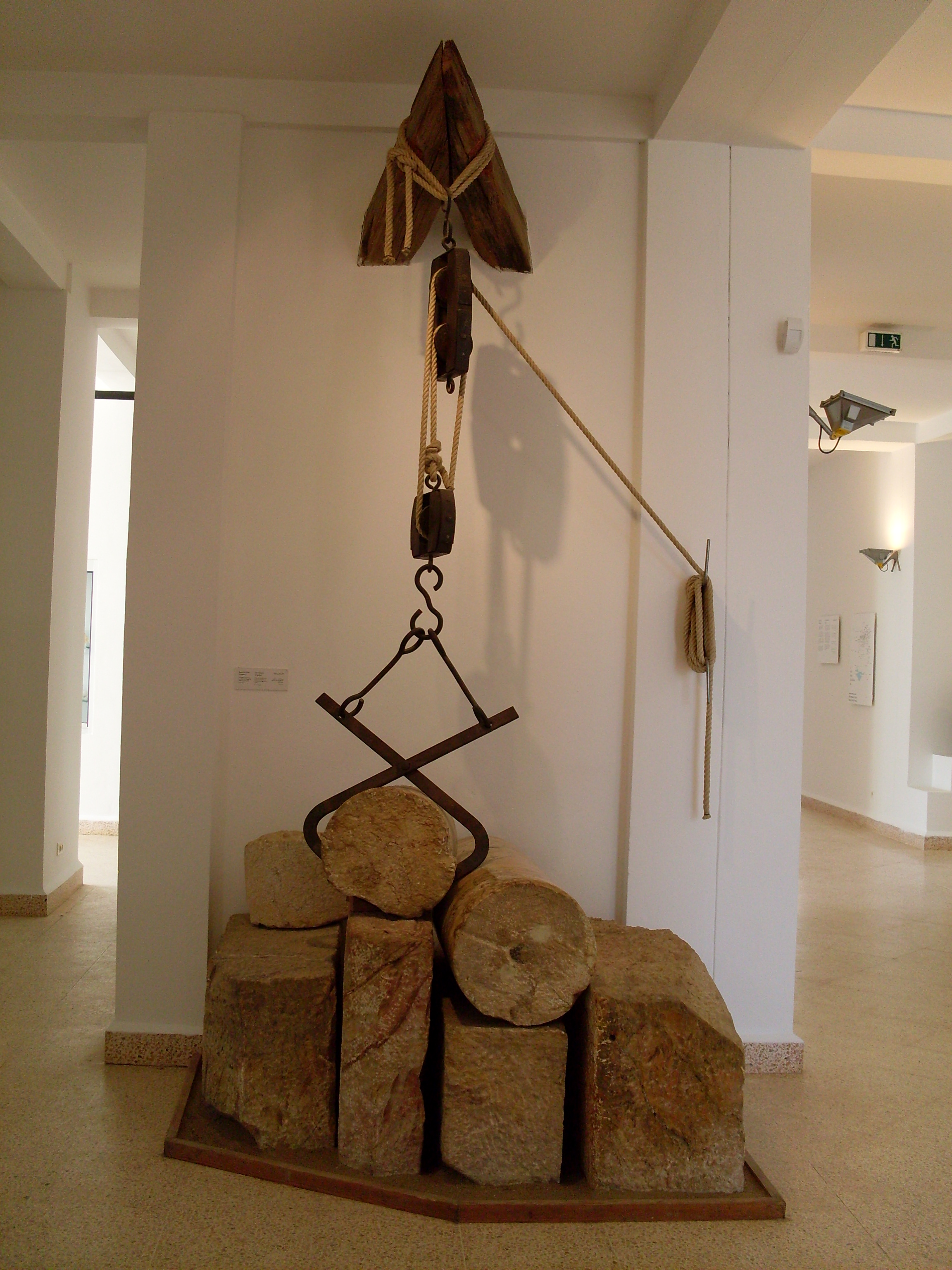
Mecanismo romano de elevação de pedras com pinça usada nas pedreiras

#### Pedreiras
Depois de serem do domínio real númida, as pedreiras passaram a ser propriedade imperial com a chegada dos romanos. Durante o início ou decurso do século II d.C. parecem ter sido abandonadas para os privados. O espaço imperial era rodeado de um muro. Nas construções da cidade foi usado muito pouco mármore, pois por ser  muito caro era destinado a exportação através dos portos de Útica e Thabraca. Não obstante a gama de cores ser muito vasta, indo do creme ao rosa, os mais reputados eram o amarelo claro e o amarelo escuro.
Friedrich Rakob estima em 250 000 m³ o volume de mármore extraído da montanha que é por isso "em ruínas". O volume de entulho gerado pela exploração é estimado pelo mesmo autor em metade daquele valor, o que leva a concluir que deve ter existido uma gestão particularmente organizada da exploração. Estima-se que só um dos montes de entulho tenha 45 000 m³.
Os locais de extração puderam ser datados através da análise das técnicas sucessivamente utilizadas. Os blocos não retirados forneceram importantes indicações sobre essas técnicas. Cunhas de ferro eram colocadas em incisões ou ranhuras da rocha. Para talhar uma coluna de oito metros de altura e um metro de diâmetro, eram necessários quatro operários durante 27 dias. Os arqueólogos recorreram a arqueologia experimental para estimar o volume e peso do mármore.
Incrições permitiram estudar a extração dos blocos de mármore, que era submetida a um controlo burocrático estrito. Essas inscrições cessaram após os Severos, o que indica uma mudança na gestão do local. Esta mudança não significa que a exploração parou, pois ela não há dúvidas que ela continuou durante a Antiguidade tardia.

#### Pessoal da exploração
Devido à dificuldade da exploração, esta exigia muita mão de obra. Ali eram empregues canteiros, que selecionavam e talhavam os blocos, e pessoal não qualificado que se ocupava da logística, do empilhamento e do transporte dos blocos, além da evacuação do entulho.
Os ocupantes do ergástulo eram frequentemente prisioneiros condenados "às pedreiras", a trabalhos forçados (damnati ad metalla), por vezes cristãos perseguidos por se terem recusado a abjurar a sua fé, e incluíam mulheres. Podem também ter sido escravos.
A administração era composta por promagistrados, frequentemente libertos imperiais, e de pessoal financeiro. A guarnição do campo participava nos trabalhos; os militares, legionários e auxiliares, asseguravam o policiamento e a segurança. No tempo dos Severos, a guarnição era da coorte II Flavia equitata.

#### Expedição do mármore
O mármore era escoado por duas rotas, uma fluvial e outra terrestre. O uso do rio para transporte do mármore foi atestado com a descoberta de uma via pavimentada, com 13 metros de largura nas vizinhanças da cidade que ligava as pedreiras a um local de embarque. A carga era transportada até Útica em jangadas.
Uma via terrestre ia até Thabraca a partir do reinado de Adriano (r. 117–138), através de um passo a 800 metros de altitude. Foram encontrados blocos de pedra ao longo deste eixo viário provenientes das primeiras explorações. Esta rota terrestre pode ter sido construída devido a uma possível diminuição do caudal do rio ter dificultado o transporte por via fluvial.

#### Campo de trabalho

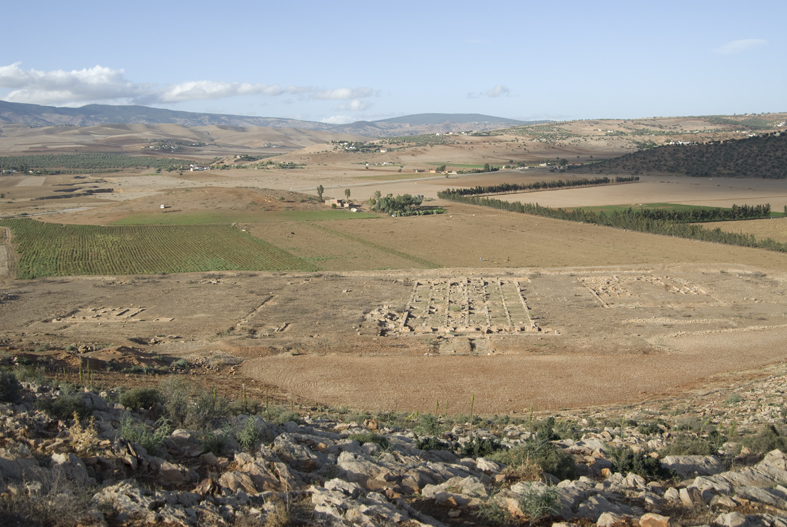
Vista do campo de trabalho

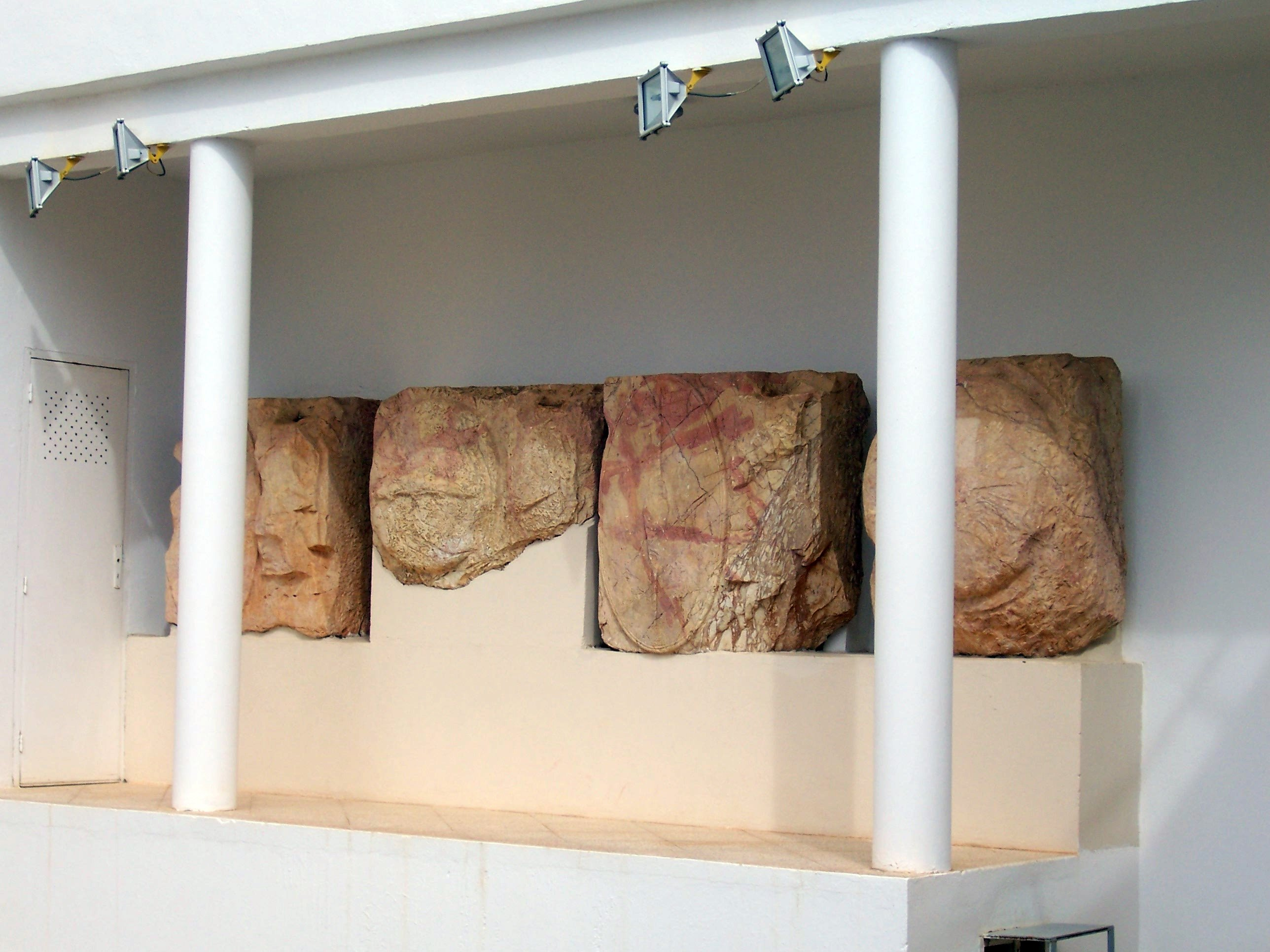
Blocos de mármore

A fim de centralizar a extração do mármore, foi construído um campo de trabalho com cerca de 20 000 m² de área, situado a cerca de 550 metros a noroeste das pedreiras e a 800 metros da cidade, na estrada para Thabraca. O complexo dispunha de um praesidium encarregado de vigiar os operários, constituído por duas alas de edifícios que tinha caráter militar, a julgar pelas paredes de ângulos arredondados usados unicamente na arquitetura militar.
Escavado em 1969–1979 e 1992–1998, o complexo era abastecido por uma rede própria de distribuição de água e foi erigido no último terço do século II, embora a conduta de água só tenha sido construída no final desse século, no início do reinado de Sétimo Severo. Essa conduta possibilitou a construção de termas e de latrinas. O complexo substituiu uma construção anterior, do século I a.C., conhecido por representações sobre cerâmicas.
Compreende espaços de armazenagem, habitações, pocilgas, oficinas, termas, santuários e um cemitério próprio, este último situado imediatamente antes do muro meridional com 300 metros de comprimento (a necrópole urbana situava-se na encosta sul do Djebel Chemtou). Os residentes eram ali enterrados em túmulos simples de pedra cobertos de tumuli modestos. O campo destinava-se a alojar operários (escravos e condenados a trabalhos forçados), pessoal administrativo e militares.
O recinto era rodeado por um muro alto, do qual só se encontraram duas portas. Apesar do campo estar hermeticamente separado da cidade, esta último beneficiava dele; o superintendente das pedreiras ofereceu alguns edifícios públicos à cidade. No centro do campo, o edifício mais importante é um ergástulo, datado de cerca de 170, com torres, 637 metros de comprimento e 3 000 m² de área. Separado do resto do campo por espessos muros, era dividido em seis partes longas e estreitas, acessíveis unicamente por seis portas distintas que não estavam ligadas entre si.
O ergástulo foi parcialmente reconvertido em fábrica de objetos de mármore a seguir ao abandono da exploração imperial da jazida. Nessa altura o resto do campo foi abandonado. Tendo cessado a atividade de extração de mármore para fins arquiteturais, iniciou-se uma nova atividade: o fabrico de tigelas, placas e estatuetas, nomeadamente de Vénus, mas também paletas de maquilhagem, marchetaria, almofarizes, pilões e taças com relevos, tanto para uso local como para exportação. Algumas dessas peças tinham carapaças de mármore polido com apenas dois milímetros de espessura. Aparentemente, o fabrico dessas peças era feito numa linha de produção, com diferentes operações ocorrendo em diferentes locais — a área do campo foram encontrados mais de 5 000 objetos de todo o tipo, o que atesta uma produção em massa. Em meados do século II parte das abóbadas desabaram durante um sismo. A atividade da fábrica foi retomada posteriormente, mas em menor escala, e durou até à década de 280, quando parou após um saque e destruição. É provável que nesta última fase os trabalhadores já não vivessem na zona do campo, pois não há quaisquer sepulturas dessa época no cemitério. No século IV as paredes do campo foram provavelmente pilhadas de forma sistemática para servirem de material de construção e o campo foi completamente aplanado.

### Cisternas e aquedutos

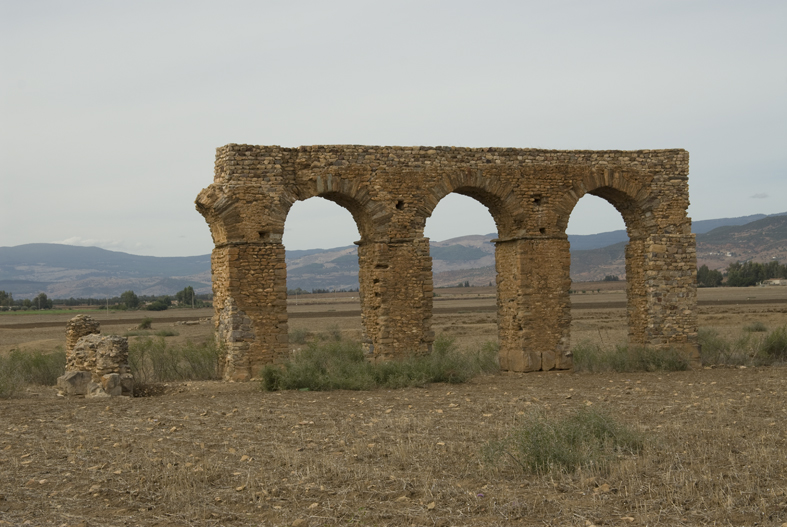
Trecho do aqueduto

Como acontecia com qualquer cidade romana, Chemtou dispunha de um aqueduto urbano que abastecia os banhos públicos e privados, os poços e fontanários públicos. A cidade tinha mais necessidades de água do que era usual, pois além do abastecimento regular para uso e consumo humano, a água era constantemente necessária nas pedreiras, tanto no campo de trabalho como na serração, nos moinhos e para o forjamento de ferramentas. Por conseguinte, Chemtou tinha um aqueduto excecionalmente complexo: a água era transportada ao longo de mais de 30 km de pontes, arcadas e canais subterrâneos, abastecendo um castelo divisório (castellum divisorium) situado no exterior da cidade. O castelo divisório era um grande cisterna destinada ao armazenamento e distribuição de água. Era um edifício com abóbadas e grandes janelas para ventilação, com capacidade para cerca de 10 000 m³ de água. O aqueduto sai do castelo divisório e dirige-se à muralha norte da cidade e na colina oriental condutas levavam a água para sul, para a cidade e para as pedreiras.

## Descobertas e escavações

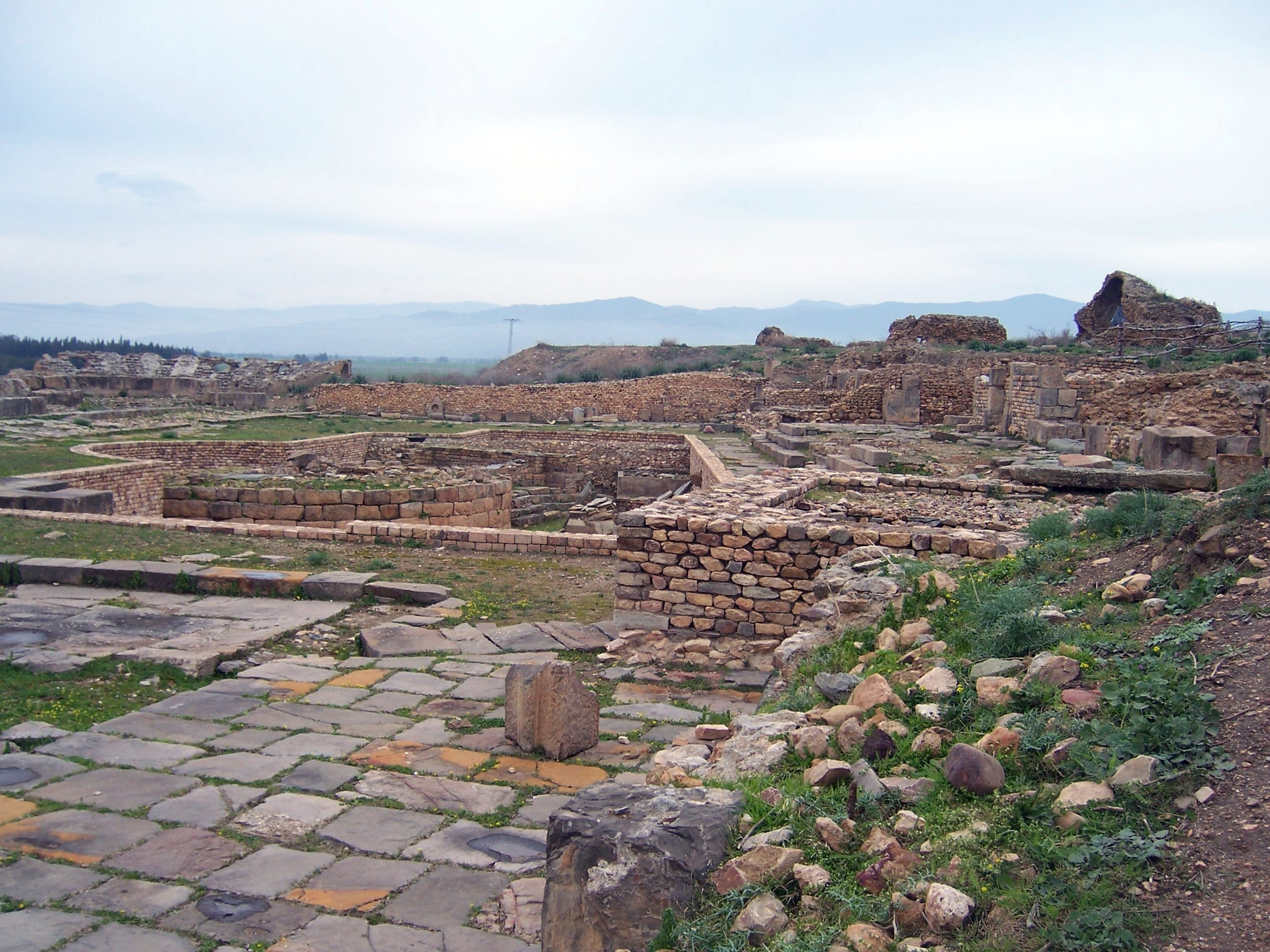
Fórum romano

### Pesquisa francesa no século XIX
O levantamento topográfico mais antigo que se conhece é obra do engenheiro francês Philippe Caillat, que desenhou um mapa das ruínas e do local para o epigrafista René Cagnat, que visitou Chemtou em 1882. Em 1885, as ruínas são novamente documentadas, desta vez pelo arquiteto francês Henri Saladin. A versão deste, a mais completa até aí, baseia-se no mapa de Caillat revisto por Charles Emonts. As primeiras escavações arqueológicas são levadas a cabo em 1892 pelo arqueólogo francês Jules Toutain, que escavou alguns elementos do teatro romano, mas os trabalhos duram pouco tempo.[carece de fontes?]

### Cooperação germano-tunisina
Em 1965 tem início a primeira campanha de escavações germano-tunisina em Chemtou, sob a égide do Instituto Nacional do Património (INP) tunisino (então chamado Instituto Nacional de Arte e Arqueologia) e do Instituto Arqueológico Alemão de Roma (DAI Roma), que leva à assinatura de um acordo de cooperação bilateral em 1969. As escavações alemãs estão estreitamente ligadas ao nome de Friedrich Rakob, líder da equipa alemã desde o início do projeto de cooperação. É acordado que um dos objetivos principais é a exploração das pedreiras, da história do seu desenvolvimento e da sua tecnologia.

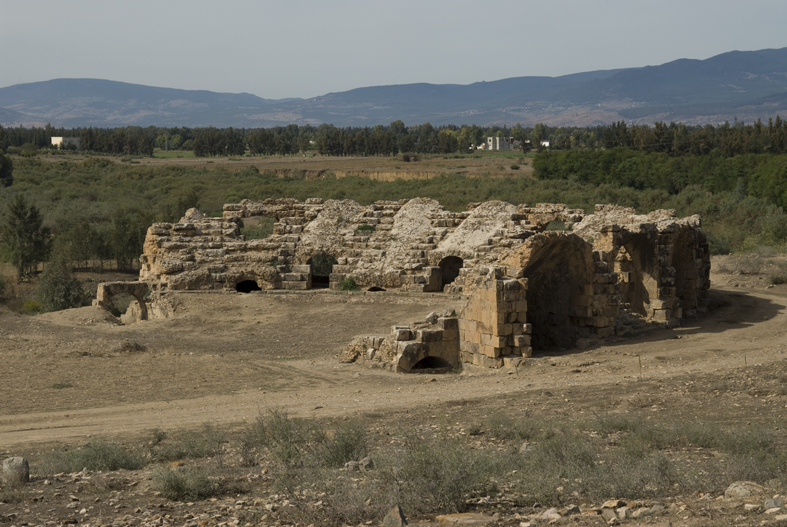
Teatro romano

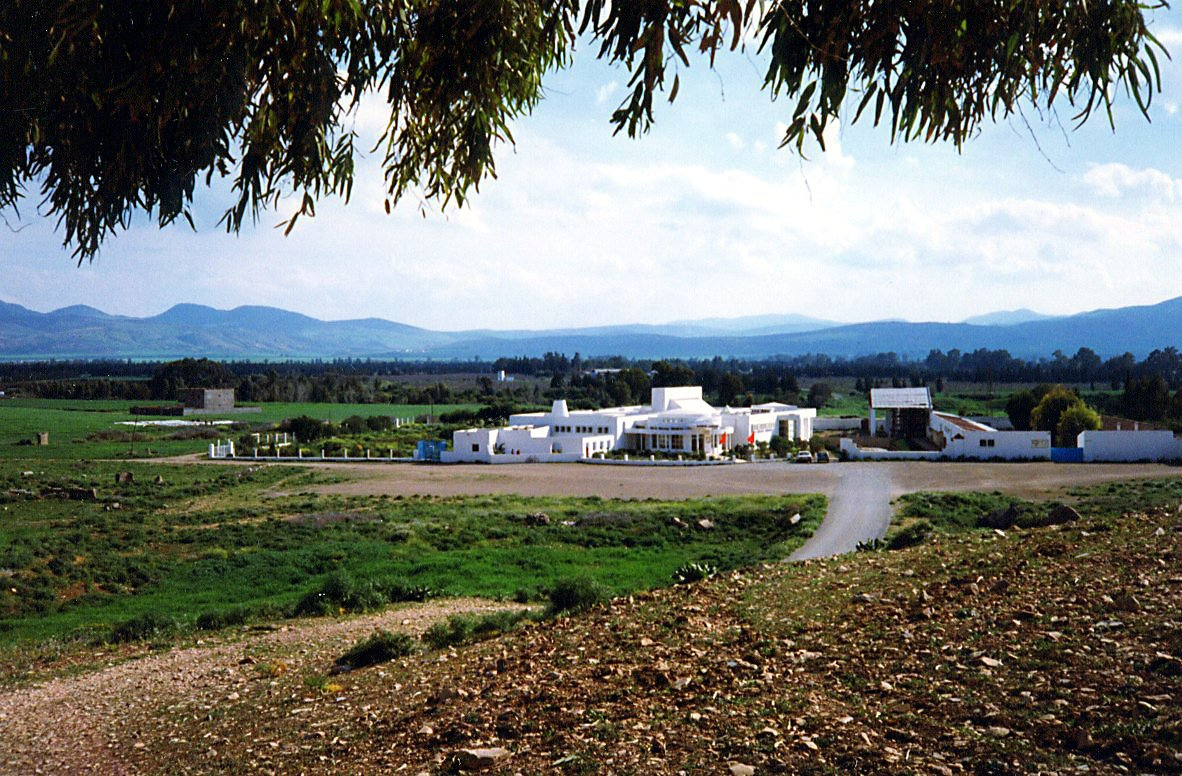
Vista do edifício do museu

Foram também descobertos o santuário númida e os outros dois santuários romanos no Djebel Bou Rfifa. Os relevos vêm a luz do dia no final dos anos 1960. Porém, logo surgem questões sobre o desenvolvimento da infraestrutura da cidade. Nos anos 1970, o campo de trabalho é identificado com base em reconhecimentos aéreos. A extração e documentação de uma grande parte da infraestrutura romana têm também lugar neste período. A atividade de pesquisa concentra-se então na necrópole pré-romana situada sob o fórum romano. Os primeiros vestígios de habitat númida são descobertos nos anos 1980; a sua exploração mais profunda é um dos objetivos dos trabalhos iniciados em 2008. Em 12 de maio de 1993, durante os trabalhos de construção do museu lançados em 1992, foi descoberto um tesouro espetacular de 1 647 moedas de ouro e uma de prata da época romana, enterrado durante o reinado de Flávio Honório (r. 393–423).
Em 1998, o campo de trabalho foi objeto de escavações dirigidas por Michael Mackensen, da Universidade de Munique. A partir de 2008 as escavações foram lideradas por Philipp von Rummel, do Instituto Arqueológico Alemão de Roma e Mustapha Khanoussi do INP; estas centraram-se na questão do desenvolvimento da cidade nas suas fases precoce e tardia, até então largamente desconhecidas. Os primeiros resultados importantes sobre o período pré-romano foram obtidos graças à sondagem efetuada por Christoph B. Rüger a norte do fórum entre 1980 e 1984. O objetivo do projeto é a publicação dos resultados anteriores bem como a sua confrontação a novas questões, principalmente tendo em conta a expansão da zona de escavação. O foco incide sobretudo na zona do fórum, na ponte sobre o Medjerda e no edifício dedicado ao culto imperial. Outro  objetivo é o tratamento e publicação do tesouro descoberto durante a construção do museu.

### Museu de Chemtou
O museu arqueológico de Chemtou foi inaugurado em 1997, fruto de uma cooperação entre o INP e o DAI Roma. Ali são apresentados os resultados das escavações entre 1965 e 1995. No pátio central encontra-se a reconstituição da fachada do santuário númida, cm fragmentos importantes da decoração arquitetónica do século II a.C.  Em 1999 foi realizado um filme que apresenta o resumo dos resultados das escavações entre 1965 e 1999, com versões em cinco línguas diferentes.

### Obras do século XIX
- Carton, Louis (1891), Deux jours d’excursion en Tunisie : Souk-el-Arba, Bulla Regia-Chemtou, Thuburnica-Ghardimaou, par le Dr Carton (em francês), Lille: Imprimerie Léonard Danel
- Carton, Louis (1908), «Note sur des fouilles exécutées à Thuburnica et à Chemtou», Impr. nationale, Bulletin archéologique du Comité des travaux historiques et scientifiques (em francês): 410-444
- Saladin, Henri (1892), «Chemtou (Simitthus)», Nouvelles archives des missions scientifiques et littéraires (1): 385-427
- Toutain, Jules (1892), Fouilles à Chemtou (Tunisie) en septembre-novembre 1892 (em francês), Paris: Académie des inscriptions et belles-lettres
- Toutain, Jules (1892), «Le théâtre romain de Simitthu», Mélanges de l’École française de Rome (em francês) (12): 359-369
- Villefosse, Antoine Héron de; Delattre, Alfred Louis (1882), Inscriptions de Chemtou (Simittu, Tunisie) (em francês), Paris: Librairie académique Didier Perrin et Cie

### Obras modernas
- Bertrandy, François (1986), «À propos du cavalier de Simitthus (Chemtou)», Aix-en-Provence: CNRS, Antiquités africaines, ISSN 2117-539X (em francês) (22): 57-71, doi:10.3406/antaf.1986.1124, consultado em 18 de dezembro de 2013
- Beschaouch, Azedine; lil-Turath, Ma‘had al-Watani (1993), «Die Steinbrüche und die antike Stadt», ISBN 9783805315005, Mogúncia: Philipp von Zabern, Simitthus (em alemão), 1, consultado em 18 de dezembro de 2013
- Briand-Ponsart, Claude; Hugoniot, Christophe (2005), L’Afrique romaine. De l’Atlantique à la Tripolitaine. 146 av. J.-C. – 533 ap. J.-C., ISBN 9782200260088 (em francês), Paris: Armand Colin, consultado em 18 de dezembro de 2013
- Golvin, Jean-Claude; de Beler, Aude Gros; Lontcho, Frédéric (2003), L’antiquité retrouvée, ISBN 9782877722667 (em francês), Paris: Errance
- Gutron, Clémentine (2010), L’archéologie en Tunisie. XIXe-XXe siècles : jeux généalogiques sur l’Antiquité, ISBN 9782811103965 (em francês), Paris: Karthala, consultado em 18 de dezembro de 2013
- Hirt, Alfred Michael (2010), Imperial Mines and Quarries in the Roman World: Organizational Aspects 27 BC-AD 235, ISBN 9780191614408 (em inglês), Oxford University Press, consultado em 18 de dezembro de 2013
- Khanoussi, Mustapha (1994), «Der Tempelberg und das römische Lager», ISBN 9783805316255, Mogúncia: Philipp von Zabern, Simitthus (em alemão), 2
- Lamoine, Laurent; Cébeillac-Gervasoni, Mireille (2007). «Le pont dans l'Antiquité romaine à travers les témoignages épigraphiques : continuité du changement et permanence du pouvoir». Faire la route (IIIe-XXe siècle). Siècles (em francês). [S.l.]: Presses Univ Blaise Pascal. 115 páginas. ISBN 9782845163652. ISSN 1266-6726. Consultado em 18 de dezembro de 2013
- Lipinski, Edward, ed. (1992), Dictionnaire de la civilisation phénicienne et punique, ISBN 9782503500331 (em francês), Paris: Brépols
- Mackensen, Michael; Baldus, Hans Roland (2005), «Militärlager oder Marmorwerkstätten. Neue Untersuchungen im Ostbereich des Arbeits- und Steinbruchlagers von Simitthus/Chemtou», ISBN 9783805334617, Mogúncia: Philipp von Zabern, Simitthus (em alemão), 3
- Oleson, John Peter (2008), The Oxford Handbook of Engineering and Technology in the Classical World, ISBN 9780195187311 (em inglês), Oxford University Press
- Prévot, Françoise; Blaudeau, Philippe; Voisin, Jean-Louis; Najar, Leïla (2006), L’Afrique romaine, 64-439 (em francês), Atlande, Tournai
- Rakob, Friedrich; Kraus, Theodor (1979), «Chemtou», Du. Die Kunstzeitschrift (em alemão) (3): 36-70
- Rakob, Friedrich (1979), «Numidische Königsarchitektur in Nordafrika», Die Numider. Reiter und Könige nördlich der Sahara, ISBN 9783792704981 (em alemão), Rheinisches Landesmuseum, Bona. Rheinland-Verlag, p. 119-171
- Rakob, Friedrich (janeiro–fevereiro de 1995), «Carrières antiques en Tunisie», Dossiers d’archéologie (em francês) (200 – Tunisie, carrefour du monde antique): 62-69
- Rakob, Friedrich (1997), «Chemtou. Aus der römischen Arbeitswelt», Zeitschrift für Archäologie und Kulturgeschichte, Antike Welt (em alemão), 28 (1): 1-20
- Slim, Hédi; Khanoussi, Mustapha (janeiro–fevereiro de 1995), «Les grandes découvertes d'époque romaine», Dossiers d’archéologie (200 – Tunisie, carrefour du monde antique): 18-29
- Slim, Hédi; Fauqué, Nicolas (2001), La Tunisie antique. De Hannibal à saint Augustin, ISBN 9782856204214 (em francês), Paris: Mengès, consultado em 18 de dezembro de 2013
- Slim, Hédi; Mahjoubi, Ammar; Belkhodja, Khaled (2003), Histoire générale de la Tunisie: L'antiquité, ISBN 9782706816956 (em francês) (I), Paris: Maisonneuve et Larose
- VVAA (1982),  Fantar, Muhammad, ed., De Carthage à Kairouan. 2 000 ans d’art et d’histoire en Tunisie (em francês), Paris: Association française d’action artistique, consultado em 18 de dezembro de 2013
- VVAA (1995), Carthage. L’histoire, sa trace et son écho (em francês), Paris: Association française d’action artistique. Musée du Petit Palais, consultado em 18 de dezembro de 2013